# Kim Dan-bi
Kim Dan-bi (김단비?; Incheon, 27 febbraio 1990) è una cestista sudcoreana.

## Carriera
Con la Corea del Sud ha disputato i Giochi olimpici di Tokyo 2020 e tre Campionati mondiali (2010, 2018, 2022).